# 웨일스의 행정 구역

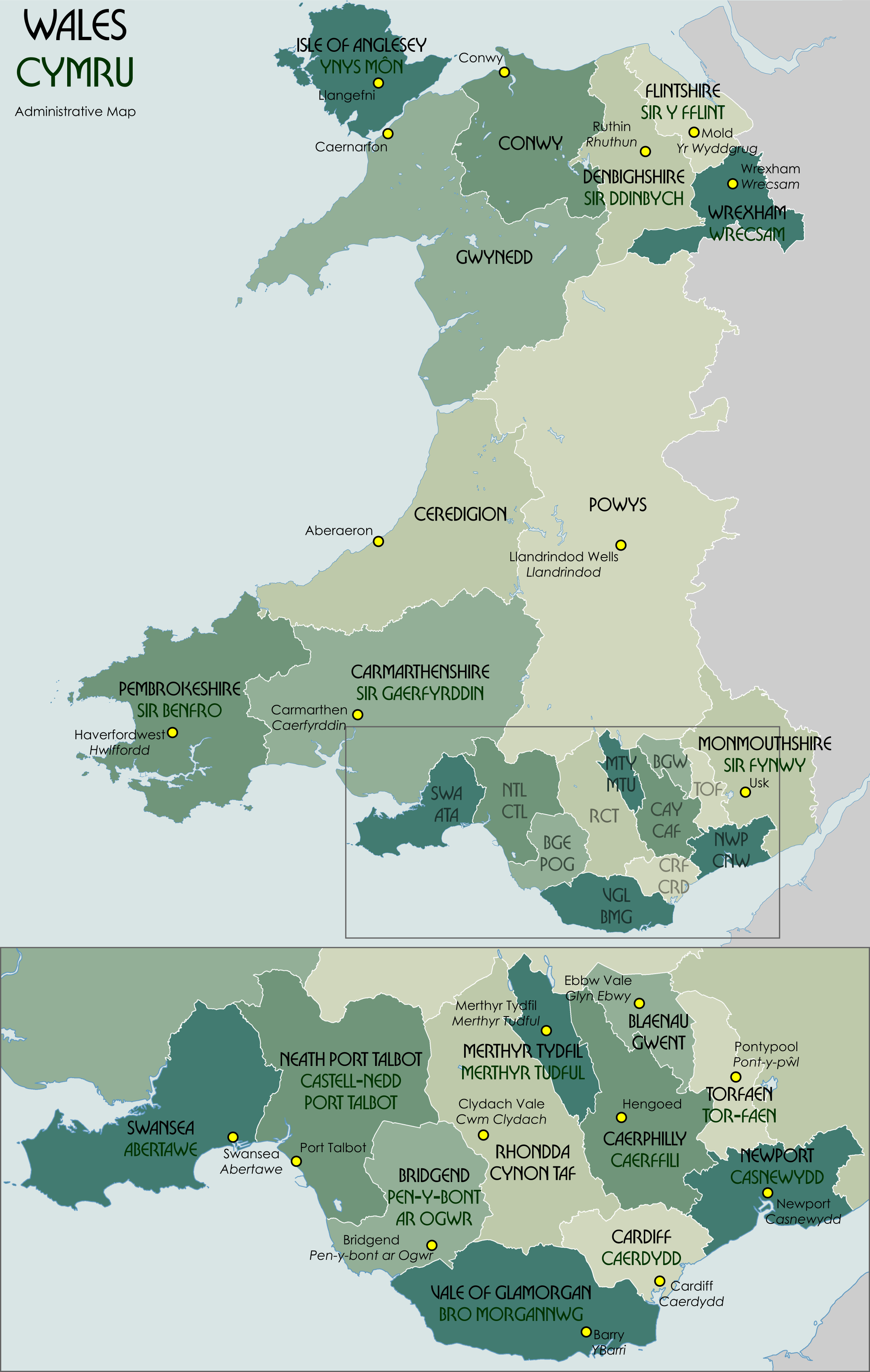
웨일스의 행정 구역

웨일스의 행정 구역은 22개 단일 행정구로 구성되어 있으며 현재와 같은 행정 구역으로 개편된 시기는 1996년 4월 1일이다. 이들 행정 구역은 9개 주와 3개 시, 10개 주급 자치구로 나뉜다.

## 행정 구역 목록
| 주에 해당하는 행정 구역은 별도로 표시하지 않았으며 * 표시된 행정 구역은 시에 해당하는 행정 구역을, † 표시된 행정 구역은 주급 자치시에 해당하는 행정 구역을 가리킨다. 1. 머서티드빌(영어: Merthyr Tydfil) 웨일스어: Merthyr Tudful: 메시르티드빌 † 2. 카이어필리(영어: Caerphilly) 웨일스어: Caerffili: 카이르필리 † 3. 블라이나이궨트(웨일스어: Blaenau Gwent) † 4. 토르바인(웨일스어: Torfaen) † 5. 몬머스셔(영어: Monmouthshire) 웨일스어: Sir Fynwy: 시르 번위 6. 뉴포트(영어: Newport) 웨일스어: Casnewydd: 카스네위드 * 7. 카디프(영어: Cardiff) 웨일스어: Caerdydd: 카이르디드 * 8. 베일오브글러모건(영어: Vale of Glamorgan) 웨일스어: Bro Morgannwg 브로모르가눅 † 9. 브리젠드(영어: Bridgend) 웨일스어: Pen-y-bont ar Ogwr: 펜어본타로구르 † 10. 론다커논타브(웨일스어: Rhondda Cynon Taf) † 11. 니스포트탤벗(영어: Neath Port Talbot) 웨일스어: Castell-nedd Port Talbot: 카스텔네드포트탈보트 † 12. 스완지(영어: Swansea) 웨일스어: Abertawe 아베르타웨 * 13. 카마던셔(영어: Carmarthenshire) 웨일스어: Sir Gaerfyrddin: 시르 가이르버르딘 14. 케레디기온(웨일스어: Ceredigion) 15. 포이스(웨일스어: Powys) 16. 렉섬(영어: Wrexham) 웨일스어: Wrecsam: 우렉삼 † 17. 플린트셔(영어: Flintshire) 웨일스어: Sir y Fflint: 시르 어 플린트 18. 덴비셔(영어: Denbighshire) 웨일스어: Sir Ddinbych: 시르 딘비크 19. 콘위(웨일스어: Conwy) † 20. 귀네드(웨일스어: Gwynedd) 21. 앵글시섬(영어: Isle of Anglesey) 웨일스어: Ynys Môn: 어니스몬 22. 펨브로크셔(영어: Pembrokeshire) 웨일스어: Sir Benfro: 시르 벤브로 |

## 같이 보기
- 잉글랜드의 행정 구역